# 沃德旺当卢
沃德旺当卢（法語：Vaux-devant-Damloup，法語發音：[vo dəvɑ̃ dɑ̃lu]，意为“当卢前方的沃”）是法国默兹省的一个旧市镇，属于凡尔登区。其总面积6.56平方公里，2018年时的人口为76人，是默兹省第一次世界大战期间被摧毁的九个村庄之一。2019年1月1日，沃德旺当卢与市镇杜欧蒙合并为新市镇杜欧蒙-沃，沃德旺当卢为新市镇行政中心。

## 地理
沃德旺当卢（49°12'41"N, 5°28'21"E）面积6.56 平方千米，位于法国大東部大區默兹省，该省份为法国西北部内陆省份，北与比利时接壤，西接马恩省和阿登省，南至上马恩省和孚日省，东临默尔特-摩泽尔省。
与沃德旺当卢接壤的市镇（或旧市镇、城区）包括：伯宗沃、当卢、迪耶普苏杜欧蒙、杜欧蒙、弗勒里德旺杜欧蒙。
沃德旺当卢的时区为UTC+01:00、UTC+02:00（夏令时）。

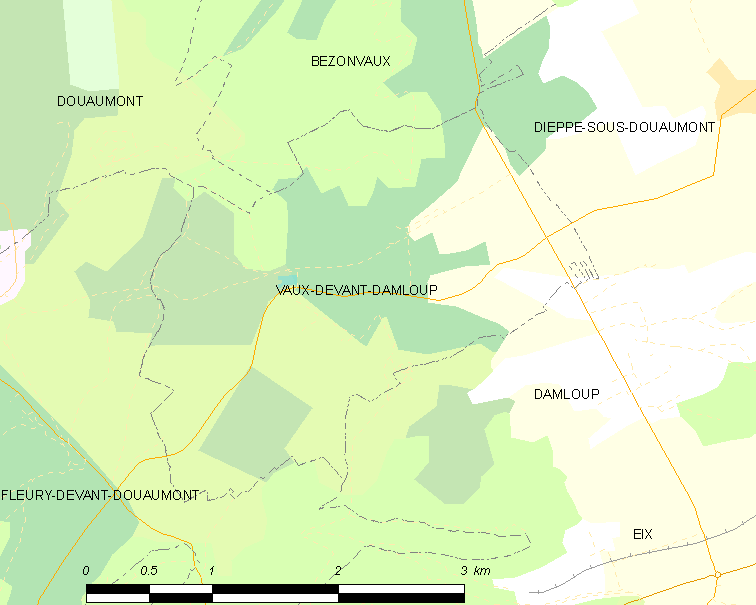
沃德旺当卢的OSM定位图

## 行政
沃德旺当卢的邮政编码为55400，INSEE市镇编码为55537。

## 政治
沃德旺当卢所属的省级选区为默兹河畔贝尔维尔县。

## 人口

1962-2008年间沃德旺当卢人口变化图示

沃德旺当卢于2018年1月1日时的人口数量为76人。